# キャンディス・クロスラック
キャンディス・クロスラック（Candace Kroslak、1978年7月22日 - ）は、アメリカ合衆国の女優。

## 出演作品
- パーティー・ナイトはダンステリア
- アメリカン・パイ in ハレンチ・マラソン大会